# Тодоров, Никола
Никола Тодоров (макед. Никола Тодоров; род. 7 января 1979 года) — северомакедонский государственный деятель, министр здравоохранения Северной Македонии (2011—2017).

## Образование
Никола Тодоров окончил юридический факультет Университета Св. Кирилла и Мефодия в Скопье в 2002 году по специальности «Гражданское право».

## Карьера
- С декабря 2006 года — директор АО ГТЦ-Скопье.
- С октября 2007 по июль 2009 года — руководитель Центра кадастра недвижимости в Скопье
- С сентября 2008 года — член Наблюдательного совета по контролю за финансовой деятельностью государственного предприятия «Водопровод и канализация», Скопье.
- С 8 июля 2009 по 28 июля 2011 года — министр образования и науки Республики Македония.
- 28 июля 2011 года назначен министром здравоохранения Северной Македонии.